# Masacrul de la Luduș
Între 5-13 septembrie 1944, localitățile de frontieră Luduș și Sărmașu, situate în Transilvania de Nord, au fost ocupate de unități ale armatei și jandarmeriei ungare. În marginea comunei Luduș (la hotarul Bogata) în data de 13 septembrie 1944 soldații maghiari au împușcat 15 evrei și 2 români: Polac Mihai, Polac Vilma și fiicele lor, Rozalia și Maria, Gluck Iosif și fiica lui Rozalia, Fred Mauriciu și Fred Ghizela. Maria Kopstein, Izrael Adelca și surorile Haller (Sarolta, Fani și Rozalia), au fost împușcate în pivnița locuinței familiei Haller, după ce au fost violate.
După eliberarea localității, soldații maghiari care au luat parte la aceste atrocități comise asupra populației evreiești, nu au putut fi identificați. Cercetările împotriva celor vinovați de masacrele de la Luduș au început în anul 1945 și s-au încheiat în 1946. În 1946, Curtea de Apel Cluj a stabilit vinovăția unor localnici care au fost condamnați (Szabo Bela și Bartha Elisabeta din Luduș).